# Liste der Bodendenkmäler im Rhein-Kreis Neuss

Rhein-Kreis Neuss

Die Liste der Bodendenkmäler im Rhein-Kreis Neuss besteht aus:
- Liste der Bodendenkmäler in Dormagen
- Liste der Bodendenkmäler in Grevenbroich
- Liste der Bodendenkmäler in Jüchen
- Liste der Bodendenkmäler in Kaarst
- Liste der Bodendenkmäler in Korschenbroich
- Liste der Bodendenkmäler in Meerbusch
- Liste der Bodendenkmäler in Neuss
- Liste der Bodendenkmäler in Rommerskirchen